# Вјада
Вјада или Веда (рус. Вяда; Веда; лет. Vjada) летонско-руска је река, лева притока реке Великаје, те део басена реке Нарве, односно Финског залива Балтичког мора.
Протиче преко регије Латгалије на крајњем истоку Летоније, те преко Питаловског и Островског рејона на крајњем западу Псковске области Русије. Протиче преко географске територије означене као Псковска низија.
У Великају се улива на њеном 82 километру узводно од ушћа, као њена лева притока. Укупна дужина водотока је 83 km (од чега је 40 km преко летонске територије), док је површина сливног подручја око 1.160 km² (око 610 km² је на територији Летоније).
Њене најважније притоке су Кира са Тростјанком, Опочна, Ворожа и Лијепна.